# Palau romà de Fishbourne
El Palau romà de Fishbourne, al comtat de West Sussex, es una vil·la romana que es troba al poble de prop de Chichester, a West Sussex. El palau és la residència romana més gran coneguda al nord dels Alps, datada uns trenta anys després de la conquesta romana de Britànnia. Es considera com el palau més sumptuós de tots els descoberts a Anglaterra.

## Història

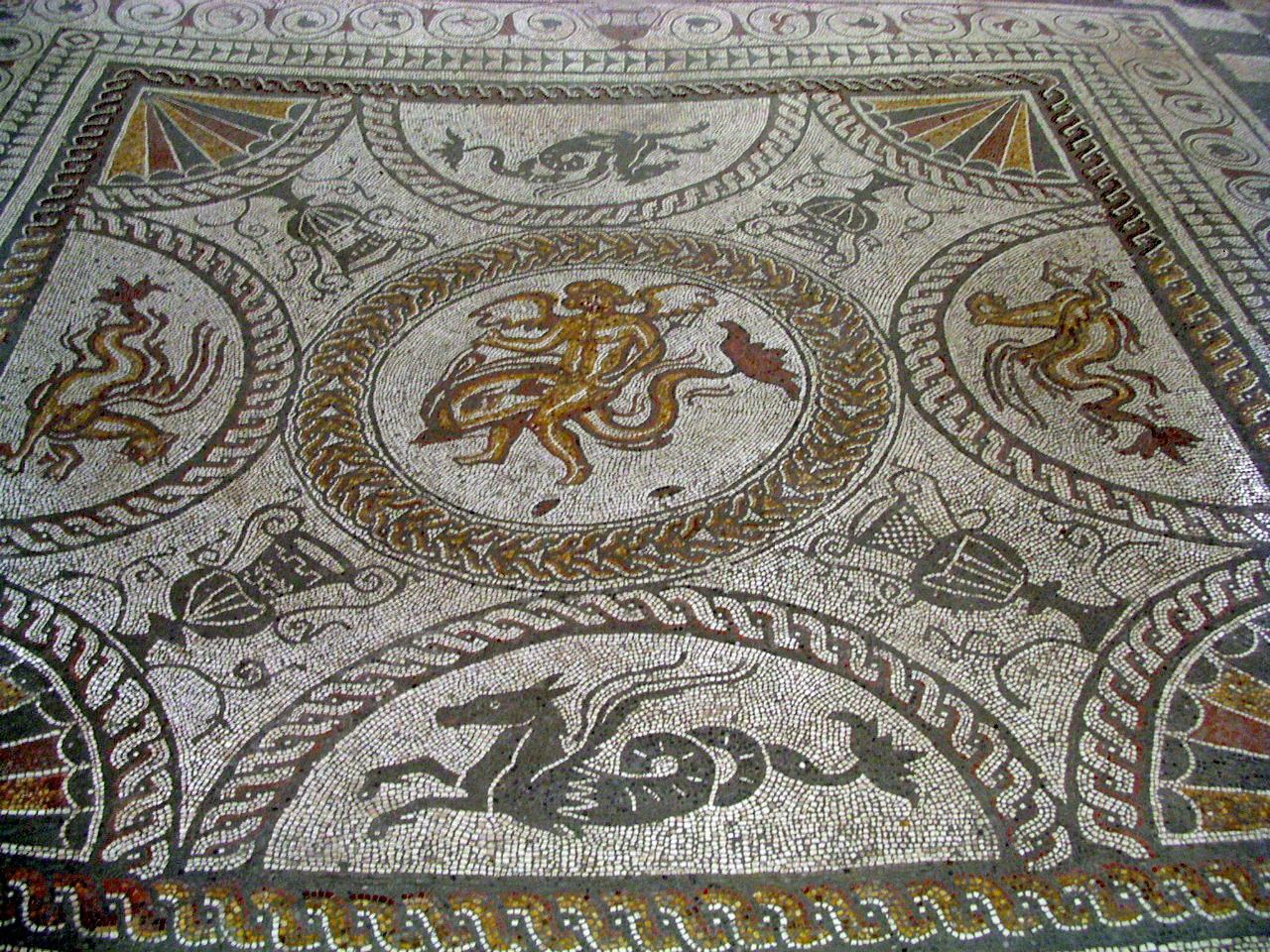
El mosaic dels dofins, al palau de Fishbourne

Construït cap al 75 dC, se suposa que va ser la residència de Cogidubnus. Els diferents terres de mosaics es van anar sobreposant els uns als altres segons els dictàmens de la moda romana. Això va ser així fins al segle iii, època en què el palau va ser destruït per un incendi. Descobert el 1960, l'ala nord mostra magnífics mosaics, prova del luxe en el qual vivia l'elit romana.

## Arqueologia
El lloc va ser descobert accidentalment el 1805, durant la construcció d'una nova casa sobre els terrenys de l'antiga ruïna romana. Els treballadors van descobrir un paviment de 4,0 metres, així com fragments de columnes. En els anys següents, els habitants locals que vivien molt a prop del lloc van descobrir restes addicionals com fragments de ceràmica i porcions de rajoles de mosaic. Tanmateix, els locals no van poder concebre el fet que les troballes formaven part d'una estructura desconeguda més gran que va romandre sota la superfície. No va ser fins al 1960, que Aubrey Barrett, un enginyer que treballava per a la Portsmouth Water Company, va descobrir els fonaments d'un "edifici de maçoneria" situat al nord de la carretera principal mentre excavava una rasa per a una canalització d'aigua.
Aquest redescobriment de l'antiga estructura va cridar l'atenció de la Sussex Archaeological Society i va desencadenar la primera sèrie d'excavacions, dirigides per l'arqueòleg Barry Cunliffe i el seu equip el 1961. Les troballes de Cunliffe de les seves excavacions proporcionen la part més significativa de la informació associada amb el lloc. En els anys posteriors a les excavacions inicials dirigides per Cunliffe, es van dur a terme una sèrie d'excavacions addicionals, cadascuna de les quals es va centrar a desenterrar diverses altres àrees de l'antic lloc.